# Agencija za elektroničke medije
Agencija za elektroničke medije (kraće: AEM) je samostalna, neovisna i neprofitna pravna osoba s javnim ovlastima, koja obavlja regulatorne poslove i nadzor nad primjenom propisa u području elektroničkih medija u Hrvatskoj. Agencija djeluje u svrhu promicanja pluralizma i raznolikosti medijskog sadržaja, zaštite interesa javnosti, kao i osiguravanja nepristranosti i kvalitete medijskih usluga. AEM također provodi nadzor nad poštivanjem zakona i propisa vezanih uz elektroničke medije, posebice u vezi s pitanjima koncesija, emitiranja i reklamiranja. 
Sjedište Agencije za elektroničke medije nalazi se u Zagrebu.

### Nadležnosti i zadaće
Agencija za elektroničke medije zadužena je za reguliranje i nadzor elektroničkih medija u skladu s propisima Republike Hrvatske i direktivama Europske unije. Ključne zadaće Agencije uključuju izdavanje i nadzor koncesija za pružanje medijskih usluga, provođenje postupaka javnih natječaja te osiguravanje transparentnosti i zakonitosti poslovanja elektroničkih medija. AEM prati i provodi regulative koje se odnose na programsku strukturu, zaštitu maloljetnika i sprečavanje govora mržnje u elektroničkim medijima. 

### Fond za pluralizam i raznovrsnost elektroničkih medija
Jedna od važnih uloga Agencije je upravljanje Fondom za pluralizam i raznovrsnost elektroničkih medija. Ovaj fond osigurava financijsku potporu projektima koji pridonose očuvanju i razvoju pluralizma, kulturne raznolikosti i kvalitetnog informiranja javnosti putem elektroničkih medija. Sredstva iz fonda dodjeljuju se kroz natječaje, a financijska potpora usmjerena je medijskim uslugama koje služe općem interesu i promiču javne vrijednosti. Financijska sredstva Fonda osigurana su Zakonom o Hrvatskoj radioteleviziji (3% prihoda od RTV pristojbe). 

### Međunarodna suradnja
AEM je aktivan sudionik međunarodnih foruma i organizacija koje se bave regulacijom medija i komunikacija. Agencija surađuje s europskim i međunarodnim regulatornim tijelima u cilju harmonizacije zakonskih okvira i razmjene dobre prakse. Posebno je važna suradnja s Europskom komisijom, Vijećem Europe i mrežom europskih regulatornih tijela za audiovizualne usluge (ERGA), čiji je član. 

### Edukacija i podizanje svijesti
Agencija za elektroničke medije sudjeluje u projektima edukacije i podizanja svijesti o medijskoj pismenosti, odgovornom korištenju medija te pravima i obvezama kako medijskih kuća tako i korisnika medijskih sadržaja. U suradnji s obrazovnim institucijama, nevladinim organizacijama i medijima, AEM nastoji unaprijediti razumijevanje uloge medija u društvu i odgovorno medijsko ponašanje. 

## Vanjske poveznice
- Službene stranice